# THE STORY
「THE STORY」は、日本の音楽グループであるTHE BOOMが製作したCD。サブタイトルは『呼吸する音楽』。
2005年に再発されたアルバムに付いてくる応募券を3枚集めた応募者全員に、無料でプレゼントされたトークCD。再発されたアルバムの思い出やエピソードを発売順に語っている。収録時間は60分以上と長時間である。
各アルバムについて語ったのち、収録曲が少し流れる構成である。

## 収録曲
1. はじめのあいさつ
CD購入のお礼と内容紹介。
2. A PEACETIME BOOM
初めてのレコーディングについての苦労話。曲は「星のラブレター」。
3. サイレンのおひさま
ファーストとセカンドアルバムの捉え方。ジャケットのこだわり。曲は「僕はぬけがらだけおいてきたよ」。
4. JAPANESKA
沖縄でのジャケット撮影。第2のファーストアルバム。和太鼓を使ったレコーディングと山川のラジオ出演。曲は「100万つぶの涙」。
5. D.E.M.O. 
制作理由。山川のウッドベース。ジャケットの説明。表ジャケットは宮沢の山にある家を宮沢が西洋風にアレンジ。曲は「free Time」。
6. 思春期
タイトルの説明。三線を取り入れる。精神的にピリピリした状態で言いたいこと書いた歌詞。曲は「思春期」。
7. FACELESS MAN
休止を経てのアルバム。レコーディング環境の変化。舞台での経験。ツアーを意識した曲作り。曲は「真夏の奇蹟」。
8. REMIX MAN
初めてのリミックス。曲は「いいあんべえ」。
9. LOVE IS DANGEROUS
ジャマイカでのレコーディング環境とのカルチャーショック。MIYA&YAMIについて。曲は「神様の宝石でできた島」。
10. 極東サンバ
ラテンへの興味。レコーディング話（楽器の多さ、新しい奏法の取り組み、スタジオの思い出）。曲は「風になりたい」。
11. TROPICALISM -0°
ジャケットの話（阪神淡路大震災との関連）。極東サンバとの違い。「TROPICALISM」収録の苦労話。曲は「TROPICALISM」。
12. No Control
「墓標」レコーディング当時の逸話。「大阪でもまれた男」と浜村淳について。曲は「墓標」。
13. LOVIBE
曲作りの話。これまでの要素を取り入れながらも、自然な形になる。ジャケットのこだわり。曲は「I'm in love with you」。
14. 終わりのあいさつ
総括とメンバー紹介。BGMは「島唄」。